# Accident du Concorde
Vol Air France 4590
L'accident du Concorde s'est produit le 25 juillet 2000  à Gonesse, en Île-de-France. Le Concorde effectuait le vol Air France 4590, un vol charter international à destination de l'aéroport international de New York - John-F.-Kennedy. Il s'est écrasé sur un hôtel, une minute et vingt-huit secondes après son décollage de Paris-Charles-de-Gaulle.
Une lamelle métallique sur la piste s'était détachée de l'avion précédent, un McDonnell Douglas DC-10 de Continental Airlines, qui avait décollé quelques minutes avant. Elle a entraîné l'éclatement d'un pneu, un incendie et la perte de deux des réacteurs, provoquant le crash et la mort de 113 personnes : les 100 passagers (dont 96 Allemands) et neuf membres d'équipage, ainsi que quatre personnes au sol.
Il s'agit du seul accident aérien mortel ayant impliqué un Concorde.

## Déroulement des faits

### Avion
L'appareil impliqué était un Concorde, âgé de 25 ans et immatriculé F-BTSC (numéro de série 203), surnommé « Sierra Charlie ». Il avait effectué son vol inaugural le 31 janvier 1975 (lors des essais, l'immatriculation de l'avion était F-WTSC). L'avion fut loué à Air France le 6 janvier 1976, avant de rejoindre à temps plein la flotte de la compagnie aérienne en 1980. L'exemplaire est utilisé pour le film catastrophe américain Airport 80 Concorde (The Concorde… Airport '79),,. C'est aussi cet avion qui est affrété par les autorités françaises pour transporter le pape Jean-Paul II le 2 mai 1989 de Saint-Denis de La Réunion à Lusaka en Zambie,.
Il était propulsé par quatre turboréacteurs Rolls-Royce Olympus 593/610, chacun étant équipé d'un dispositif de réchauffage intégré. La dernière réparation programmée de l'avion avait eu lieu le 21 juillet 2000, quatre jours avant l'accident ; aucun problème n'avait été signalé. Il totalisait 11 989 heures de vol et avait effectué 4 873 cycles (décollage/atterrissage).

### Personnel navigant technique
Le commandant de bord était Christian Marty, âgé de 54 ans ; il avait rejoint Air France en 1969 et accumulé 13 477 heures de vol, dont 317 sur Concorde. Il était par ailleurs le premier homme à avoir effectué la traversée de l'Atlantique en planche à voile, en 1982.
Le copilote était Jean Marcot, âgé de 50 ans, diplômé de l'École nationale de l'aviation civile (EPL 69) ; il avait rejoint Air France en 1974 et avait accumulé 10 035 heures de vol dont 2 698 sur Concorde.
L'officier mécanicien navigant était Gilles Jardinaud, âgé de 58 ans, il avait rejoint Air France en 1966 et avait accumulé 12 532 heures de vol dont 937 sur Concorde.

### Victimes

#### À bord de l'appareil

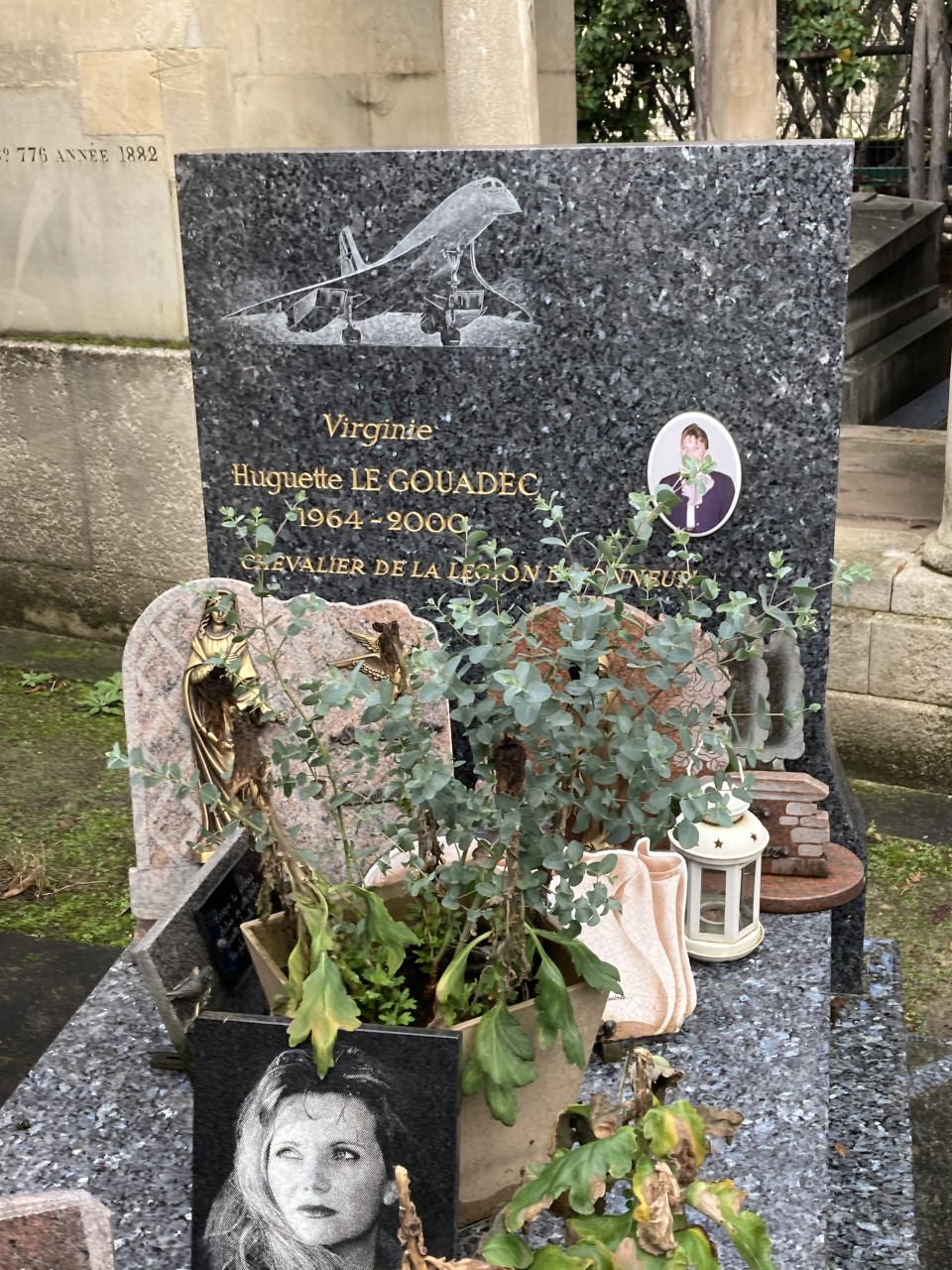
Tombe de l'hôtesse de l'air Huguette Le Gouadec au cimetière de Passy.

Les neuf membres d'équipage et les 100 passagers sont morts sur le coup. Ils ont tous été identifiés par l'Institut de recherche criminelle de la Gendarmerie nationale (IRCGN). Tous les passagers, sauf quatre, étaient des Allemands originaires de Mönchengladbach, qui allaient à New York prendre le bateau de croisière MS Deutschland pour les Caraïbes dans le cadre d'un voyage organisé.
| Nationalité | Passagers | Équipage | Total |
| ----------- | --------- | -------- | ----- |
| Allemagne   | 96        | 1        | 97    |
| France      | 0         | 8        | 8     |
| Danemark    | 2         | 0        | 2     |
| Autriche    | 1         | 0        | 1     |
| États-Unis  | 1         | 0        | 1     |
| Total       | 100       | 9        | 109   |

#### Au sol
Il y eut 4 tués dans l'hôtel Hotelissimo de Gonesse, presque vide à cette heure de la journée (16 h 45).
| Nationalité | Total |
| ----------- | ----- |
| Pologne     | 2     |
| Inde        | 1     |
| Algérie     | 1     |
| Total       | 4     |

Le gérant, un autre employé et une cliente, guide touristique britannique (qui a sauté du 1er étage dans les bras du gérant au moment du crash), présents dans l'hôtel, ont survécu,.

### Déroulement de l'accident
Quatre-vingt-dix secondes après le décollage depuis la piste 26R de l'aéroport de Paris-Charles-de-Gaulle, le vol 4590 s'écrase sur l'Hotelissimo, à côté de l'hôtel-restaurant Les Relais Bleus, au lieu-dit de La Patte d'Oie de Gonesse, à quelques centaines de mètres des habitations, après un changement de cap de près de 180°.
Le vent soufflant à l'aéroport était léger et de direction variable ce jour-là ; il a été signalé à l'équipage du poste de pilotage comme un vent arrière de huit nœuds (15 km/h) alors qu'ils s'alignaient sur la piste 26R.
L'équipage a tenté de se dérouter vers l'aéroport de Paris-Le Bourget, situé à proximité, mais les enquêteurs ont déclaré qu'un atterrissage en toute sécurité aurait été très peu probable, compte tenu de la trajectoire de vol et de la perte rapide d'altitude de l'avion après le décollage.
Selon le rapport final établi par le Bureau d'enquêtes et d'analyses (BEA), l'accident fait suite à une collision entre le pneu avant droit du train principal gauche et une lamelle métallique en titane de 43 centimètres de long, qui provient du capot de l'inverseur de poussée d'un moteur.

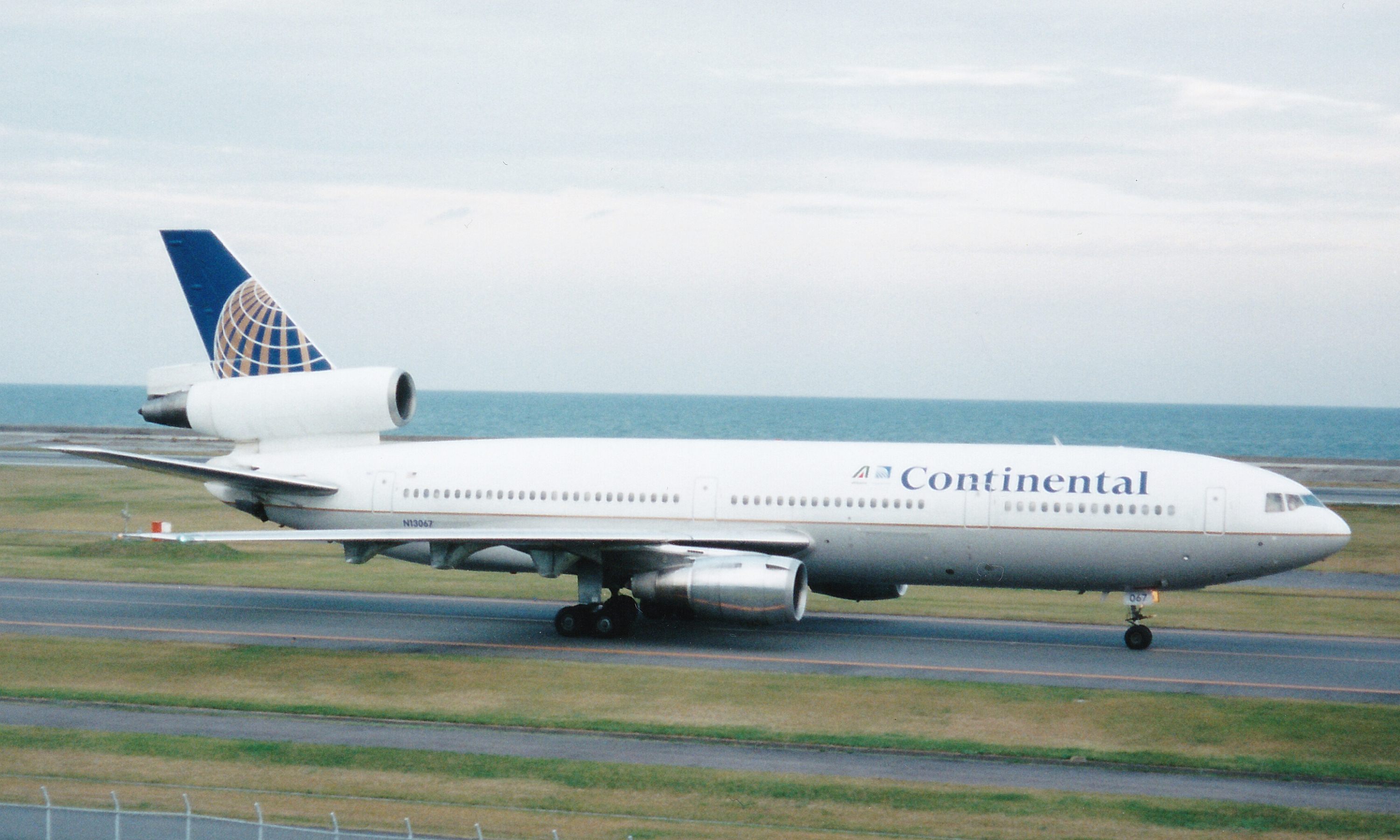
N13067, le DC-10 impliqué dans l'accident du vol 4590, photographié à l'aéroport d'Ōita en 1996.

Cette lamelle provient d'un avion qui avait décollé cinq minutes avant le Concorde, un McDonnell Douglas DC-10, immatriculé N13067, effectuant le vol 55 de Continental Airlines qui reliait l'aéroport de Paris-Charles-de-Gaulle à l'aéroport international Liberty de Newark, à New York. Un mécanicien de la même compagnie à Houston (le chaudronnier John Taylor) avait remplacé cette pièce normalement en acier inoxydable par une en titane plus résistante, mal découpée et fixée par un mastic non spécifié,.
La séquence des événements telle qu'exposée dans le rapport du BEA aurait été la suivante :
- le pneu de la roue gauche tournant à très grande vitesse (l'avion se déplace alors à 310 km/h) roule sur une lamelle métallique se trouvant sur le revêtement de la piste, identifiée par l'Institut de Recherche Criminelle de la Gendarmerie Nationale (IRCGN). Il est largement entaillé et éclate ;
- plusieurs morceaux de caoutchouc du pneu sont projetés ;
- l'un d'eux endommage la commande du circuit électrique dans le puits de train principal gauche, le bloquant ainsi en position « sortie » ;
- un autre, d'environ 4,5 kg, se détache du pneu en rotation et est projeté en direction de l'aile gauche ;
- ce morceau de pneu, relativement plat, ne perce pas l'aile, mais le choc produit à l'intérieur du réservoir de carburant no 5 un coup de bélier hydrodynamique, qui fait éclater de l'intérieur une partie de ce réservoir ;
- une importante quantité de carburant se met à fuir de l'aile gauche, environ 60 kg/s (soit près de 75 litres par seconde). La fuite est si forte que le moteur 1 se retrouve littéralement inondé de carburant ;
- le carburant s'échappant du réservoir s'enflamme, soit par contact avec les flammes de la réchauffe (post-combustion) sortant du réacteur dans une zone d'écoulement tourbillonnaire, soit à la suite d'une étincelle émanant du circuit électrique endommagé dans le puits de train ; avec le flux de la poussée du réacteur se situant à proximité, il forme une traînée fumante noire ;
- les deux moteurs du côté gauche, le 2 puis 1, perdent rapidement de la puissance à la suite d'un phénomène de pompage (décrochage aérodynamique des pales du compresseur dû à l'ingestion de gaz chauds) ;
- le commandant de bord ordonne de rentrer le train. La manœuvre est impossible, probablement par suite de l'endommagement du circuit électrique de commande du train gauche ;
- l'équipage coupe le moteur numéro 2, le moteur 1 ne délivre plus qu'une puissance équivalente à celle du régime de ralenti. Le Concorde vole pendant environ 30 secondes à une altitude d'environ 200 pieds (60 mètres), le copilote lance plusieurs messages d'avertissement sur la vitesse trop faible de l'appareil ;
- pour contrer la dissymétrie de poussée trop importante des deux moteurs droits, l'équipage doit réduire volontairement le régime des moteurs 3 et 4 (moteurs droits) ;
- avec une poussée très réduite et dissymétrique, sans possibilité de mise en descente pour compenser le manque de vitesse, le Concorde vire brièvement sur l'aile gauche, s'inclinant à plus de 100° sur sa gauche, entre en décrochage et s'écrase au sol, une minute et vingt-neuf secondes après son décollage.

Une interruption du décollage aurait conduit à une sortie en bout de piste à grande vitesse. Dans ces conditions, les trains d'atterrissage se seraient brisés net et, avec l'incendie qui faisait rage sous l'aile gauche, l'avion se serait immédiatement embrasé. Dans son rapport, le Bureau d'Enquêtes et d'Analyse souligne que, même avec une poussée nominale sur les deux côtés, l'intensité du feu, entraînant un endommagement de l'aile gauche et des gouvernes, aurait conduit à la perte rapide de l'avion.
Le BEA estime par ailleurs dans son rapport que l’impossibilité de rentrer le train d’atterrissage a favorisé l’apparition du feu puis son maintien sous l’aile gauche. 

### Témoignages
L'appareil en flamme fut photographié et filmé par plusieurs témoins : un spotter hongrois, un touriste japonais et un couple de routiers espagnols circulant sur l'autoroute proche,.
Trois pompiers de l'aéroport ont témoigné avoir vu un cône de flammes avec d'épaisses fumées sur le côté gauche de l'avion, relativement tôt, pendant le décollage.

### Autres hypothèses
La thèse de l'éclatement du pneu à cause de la lamelle métallique fut contestée.
Lors du procès au pénal intenté contre Continental Airlines, l'avocat de cette compagnie a expliqué que vingt-huit personnes auraient vu l’avion prendre feu bien avant de passer sur la lamelle et s'est plaint qu'on aurait tenté de dissimuler la vérité.
Mais si cette absence de l'entretoise et la surcharge figurent dans le rapport officiel du BEA, elles ont été analysées et jugées sans effet sur l'accident. L'écart d'un kilomètre revendiqué par le documentaire est également sujet à caution : la distance correspond en fait à celle qui sépare le défaut de raccord sur la piste et le lieu où la lamelle a été retrouvée (après le passage de l'avion). Le documentaire dit que des témoignages ont été ignorés par le rapport officiel mais, dans l'annexe 6 du rapport du BEA, figurent ceux de pompiers et d'un commandant de bord proches de la scène qui ont entre autres orienté les conclusions de l'analyse sur le départ de feu. Enfin le documentaire n'évoque pas les traces et débris d'élastomère retrouvés sur la lamelle et correspondant à la matière du pneumatique de Concorde.
L'hypothèse d'un attentat manqué contre le président de la République française Jacques Chirac fut aussi évoquée puis abandonnée. En effet, l'avion le ramenant d'un sommet du G8 à Tokyo, venait de se poser quelques minutes avant le décollage du Concorde. L'avion présidentiel s'arrêta même, dans son roulage vers le terminal, pour laisser le passage au Concorde sur la piste d'envol. Plusieurs passagers de l'avion présidentiel auraient d'ailleurs aperçu l'épaisse fumée s'échapper des réacteurs du Concorde.

### Échanges radiophoniques
Résumé des dialogues et communications radios enregistrés par les boîtes noires :
- 13 h 30 (Aéroport) – (Tous les passagers du vol ont fait enregistrer leurs bagages, le pilote est déjà présent dans le cockpit)
- Un défaut est signalé au moteur no 2 lors des vérifications habituelles. Une petite pièce (un inverseur de poussée) devait être remplacée. La réparation retarde l'embarquement d'une heure.
- 15 h 54 – (Les passagers commencent à embarquer)
- 15 h 58 (AFR 4590) – Concorde pour New York en Echo 26, il nous faudrait la 26 droite sur toute sa longueur
- 16 h 7 (Tour Sud Roissy CDG) – …Prévoyez la 26 droite…
- 16 h 7 (AFR 4590) – Sur la 26 droite…
- 16 h 34 (Tour Sud Roissy CDG) – Air France 4590, bonjour, roulez pour le point d'arrêt 26 droite par Roméo… Vous voulez Whisky 10 ou vous voulez la voie Roméo ?
- 16 h 34 (AFR 4590) – Il nous faut toute la piste
- 16 h 34 (Tour Sud Roissy CDG) – OK donc vous roulez pour Roméo, Air France 4590
- 16 h 40 min 1 s (Tour Roissy CDG) – 4590 alignez-vous et maintenez la 26 droite
- 16 h 40 min 5 s (AFR 4590) – On s'aligne et on maintient sur la 26 droite, 4590
- 16 h 42 min 17 s (Tour Sud Roissy CDG) – 4590 piste 26 droite vent 090 8 kt autorisé décollage
- 16 h 42 min 21 s (AFR 4590) – 4590 décolle 26 droite
- 16 h 43 – (L'avion subit une perte de poussée dans le réacteur no 2 au moment où le Concorde atteint les 323 km/h)
- 16 h 43 min 13 s (Tour Sud Roissy CDG) – Air France 4590 vous avez des flammes !… vous avez des flammes derrière vous
- 16 h 43 min 13 s (AFR 4590) – Bien reçu
- 16 h 43 min 15 s (AFR 4590) – (Le commandant tire sur le manche de contrôle, le Concorde décolle)
- 16 h 43 min 22 s – (L'alarme « Feu » du moteur retentit)
- 16 h 43 min 25 s – (Le commandant coupe le moteur no 2)
- 16 h 43 min 28 s (Source non identifiée) – Ça brûle bien et j'suis pas sûr que ça vienne du moteur
- 16 h 43 min 30 s – (Le Concorde a du mal à se maintenir, l'avion n'est qu'à 30 mètres du sol et menace de s'écraser)
- 16 h 43 min 31 s (Tour Roissy CDG) – 4590 vous avez de fortes flammes derrière vous
- 16 h 43 min 34 s (AFR 4590) – Oui bien reçu
- 16 h 43 min 37 s (Tour Sud Roissy CDG) – Faites à votre convenance, vous avez la priorité pour le retour sur le terrain (Mais à 60 mètres d'altitude, le Concorde est trop bas pour faire demi-tour)
- 16 h 43 min 41 s (AFR 4590) – Bien reçu
- 16 h 44 min 3 s (Pompier leader) – De Gaulle tour du pompier leader
- 16 h 44 min 5 s (Tour Sud Roissy CDG) – Pompier Leader le Concorde euh… je ne connais pas ses intentions, mettez-vous en position près du doublet Sud
- 16 h 44 min 13 s (Pompier leader) – De Gaulle tour du pompier leader l’autorisation pour pénétrer sur la vingt-six droite
- 16 h 44 min 18 s (Tour Sud Roissy CDG) – Pompier Leader correction le Concorde retourne sur la piste 09 en sens inverse
- 16 h 44 min 22 s (AFR 4590) – Négatif on essaye Le Bourg… (Communication interrompue, il faut comprendre « Le Bourget ».)
- 16 h 44 min 26 s (Pompier leader) – De Gaulle tour du pompier leader vous pouvez me donner la situation du Concorde là
- 16 h 44 min 37 s – (L'alarme « Feu » du moteur se déclenche de nouveau et retentira jusqu'à la fin du vol)
- 16 h 44 min 59 s – (La tour de contrôle entend les dernières paroles du commandant de bord…) Trop tard, pas le temps.
- 16 h 45 min 7 s – (L'avion plonge sous les 15 mètres)
- 16 h 45 min 10 s (Tour Sud Roissy CDG) – Le Concorde s'est écrasé près du Bourget (Pompier Leader)
- 16 h 45 min 15 s (Tour Sud Roissy CDG) – Air France 4590 me recevez-vous? (2 fois) - Pas de réponse de la part de l'avion qui s'est écrasé
- 16 h 46 min 9 s (Tour Sud Roissy CDG) – À tous les avions à l'écoute, je vous rappelle dans un instant, on va reprendre nos esprits et on va reprendre les décollages
- 16 h 53 – (Moins de 8 minutes après le crash de l'avion, des dizaines de camions de pompiers et d'ambulances se dépêchent sur les lieux de l'accident. - L'intensité des flammes est telle qu'il faudra 3 heures pour éteindre l'incendie.)
- 16 h 55 min 47 s (Un avion informe le contrôleur) – …Il y a de la fumée sur la piste 26 droite, il y a quelque chose qui brûle apparemment pour info
- 16 h 57 (Un véhicule de piste (Flyco 9) signale au contrôleur) – Il y a du pneu… des débris de pneu qui sont en train de brûler

## Antécédents
Des incidents similaires (dont 57 éclatements de pneus) s'étaient déjà produits, notamment au décollage de Dakar le 15 mars 1979 (l'avion ayant roulé sur une canette de bière qui fait éclater un pneu) et de Washington le 14 juin 1979 (un pneu éclaté endommage les réservoirs d'un Concorde). Le même incident s'est produit 5 fois dans les années 1980-1990. Le pilote dut effectuer un demi-tour après l'éclatement d'un pneu ayant perforé l'intrados de l'aile, laissant s'échapper du kérosène, heureusement sans inflammation.

## Conséquences

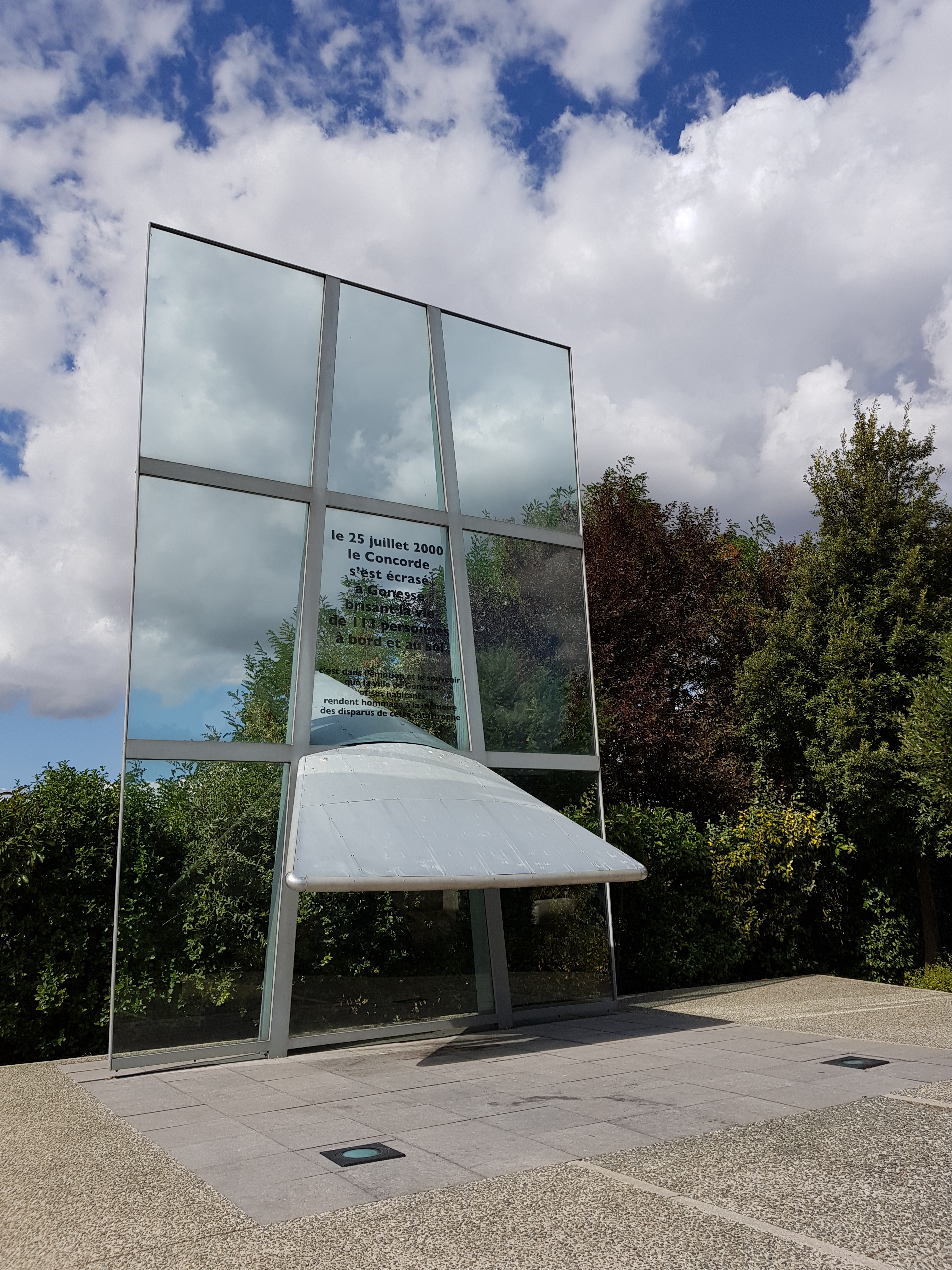
Mémorial à Gonesse.

Le ministre des Transports, Jean-Claude Gayssot, décida le jour même de l'accident d'interdire les vols suivants de Concorde. Le Bureau d'enquêtes et d'analyses fut chargé de déterminer les causes de l'accident dans un but de prévention.
Dans les jours qui ont suivi, les certificats de navigabilité des Concorde ont été suspendus, ce qui a entraîné l'interruption des vols de British Airways entre Londres et les États-Unis. Ils n'ont été rétablis qu'après diverses modifications techniques effectuées sur tous les appareils, notamment la pose d'un revêtement en Kevlar à l'intérieur des réservoirs, le renforcement de la protection des circuits électriques au niveau des trains principaux et l'installation de pneus plus stables Michelin NZG (Near Zero Growth). Une dizaine de places à bord furent supprimées.
Le Concorde vole à nouveau à partir de novembre 2001, mais la structure de l'avion vieillissant, Air France et British Airways décident le 23 avril 2003, d'un commun accord, d'en arrêter l'exploitation en 2004. Le trafic aérien mondial connaissait une grave crise depuis les attentats du 11 septembre 2001 en termes de sécurité ; s'ajoutaient à cela de nouvelles normes contre la pollution, le bruit, sans compter la hausse du prix du kérosène. La raison essentielle vient de la décision d'EADS (Airbus) de ne plus assurer l'entretien du supersonique à partir d'octobre 2003.
Une stèle a été érigée sur la commune de Mitry-Mory en Seine-et-Marne, près des pistes de l'aéroport afin de rendre hommage aux victimes.
GPS: 48.990680, 2.590454

## Procès

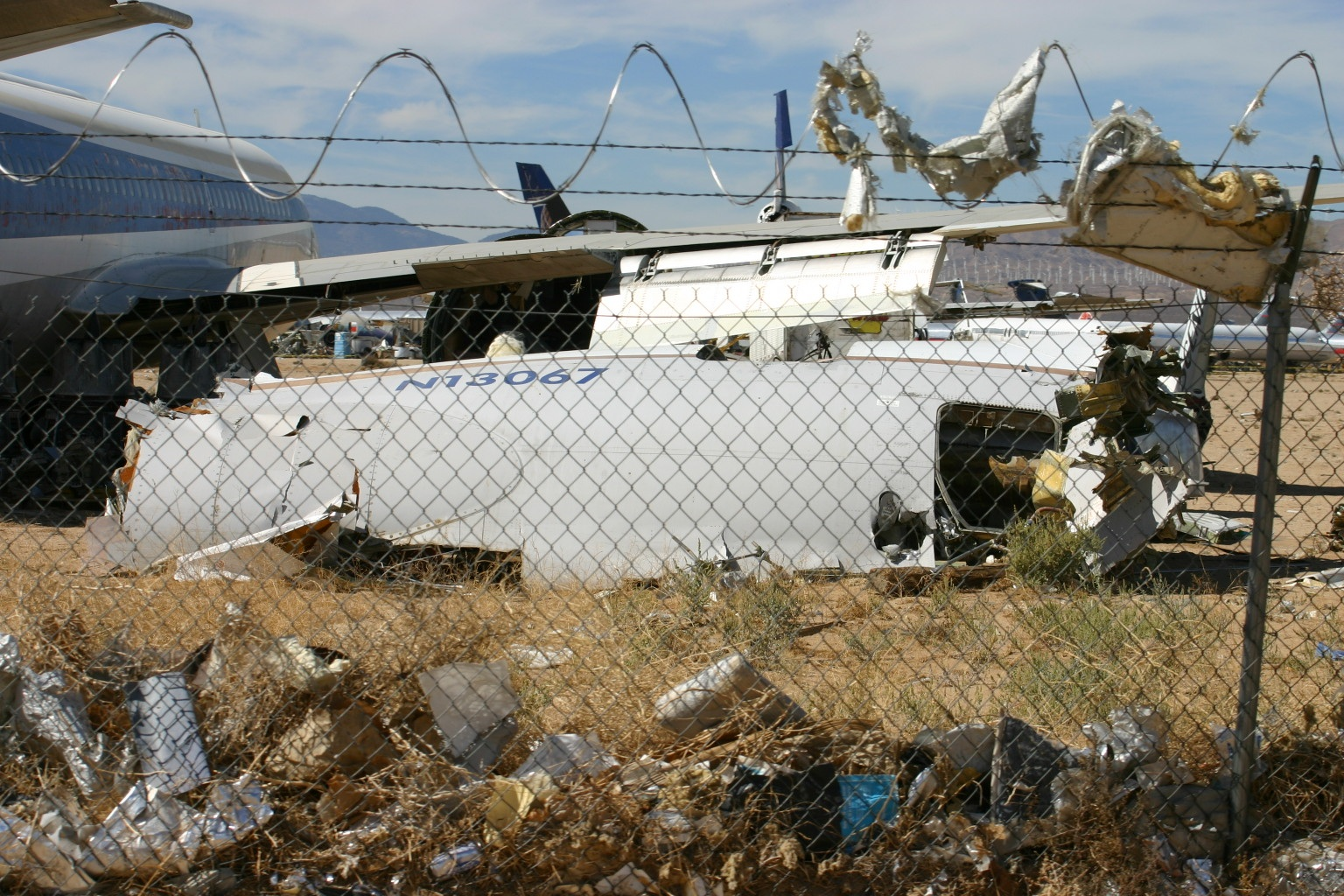
Les restes du Douglas DC-10 N13067 à Mojave (Californie), en 2012.

Lors des poursuites judiciaires engagées, personne n'a été reconnu coupable pénalement : Claude Frantzen, ancien dirigeant de la Direction générale de l'aviation civile (DGAC) et Henri Perrier, directeur du programme Concorde de 1978 à 1994, ont été relaxés en première instance ; John Taylor, chaudronnier mécanicien de la Continental Airlines, condamné en première instance à 15 mois de prison avec sursis, a été relaxé ; la compagnie Continental Airlines a été reconnue civilement responsable du crash pour « faute de négligence dans la maintenance » par la cour d'appel de Versailles le 28 novembre 2012 et condamnée à payer 1 million d'euros de dommages et intérêts à Air France pour son préjudice d'image.

## Médias

### Documentaires télévisés
- Secrets d'actualité en 2003-2004, L'accident du Concorde, sur M6.
- Enquêtes criminelles : le magazine des faits divers le 16 septembre 2009, Concorde : les dessous d'une catastrophe, sur W9.
- La Minute de vérité, Le Crash du Concorde, en juillet 2004 et novembre 2005 sur National Geographic Channel, en octobre 2010 sur Direct 8[21] et rediffusé par la suite sur Numéro 23, puis en 2017 sur RMC Découverte lors d'une soirée de documentaires sur le thème du Concorde
- (en) Dateline, Black Box Mystery : The Crash of the Concorde, le 22 février 2009, sur NBC[22].
- Concorde, le crash d'un mythe, de la série Spécial investigation, le 20 janvier 2010, sur Canal +[23].
- (en) Concorde's last flight, de Christopher Spencer, 12 juillet 2010, sur Channel 4.
- L'accident a fait l'objet d'un épisode dans la série télé Air Crash nommé Le Concorde en flammes, (saison 14 - épisode 7).
- Le Concorde : la fin tragique du supersonique, en 2020 sur Arte[24].